# Élection présidentielle serbe de 2022
L’élection présidentielle serbe de 2022 se déroule le 3 avril 2022 afin d'élire le président de la république de Serbie. Des élections législatives et municipales sont organisées en même temps que le premier tour.
Éligible à un second mandat, le président sortant Aleksandar Vučić est élu dès le premier tour.

## Contexte
L'élection présidentielle d'avril 2017 est remportée dès le premier tour par Aleksandar Vučić, du Parti progressiste serbe (SNS) au pouvoir. Bien qu'éligible pour un second mandat, le président sortant Tomislav Nikolić ne se représentait pas.
Trois ans plus tard, la coalition menée par le Parti progressiste serbe remporte une large victoire aux élections législatives de juin 2020, dans le contexte d'un boycott de nombreux partis d'opposition qui ne considèrent pas les conditions d'organisation du scrutin comme démocratiques.
À l'initiative d'Aleksandar Vučić et du gouvernement, l'élection présidentielle de 2022 se tient en même temps que de nouvelles élections législatives organisées de manière anticipée deux ans avant la fin naturelle du mandat de l'assemblée, une première dans le pays.

## Système électoral
Le président de la République est élu au scrutin uninominal majoritaire à deux tours pour un mandat de cinq ans, renouvelable une fois. Est élu le candidat qui recueille la majorité absolue des votes valides au premier tour. À défaut, les deux candidats arrivés en tête au premier tour s'affrontent lors d'un second tour organisé dans les quinze jours, et celui recueillant le plus de voix est déclaré élu,.

## Candidats
| Nom | Nom                     | Parti | Parti                               | Fonction(s) notables |
| --- | ----------------------- | ----- | ----------------------------------- | --- |
|     | Miša Vacić (en)         |       | Droite serbe (en)                   | |
|     | Biljana Stojković (en)  |       | Moramo                              | |
|     | Branka Stamenković (en) |       | Ça suffit ! (en)                    | Député à l'Assemblée nationale (2016-2020)                                                                                        |
|     | Zdravko Ponoš (en)      |       | Serbie unie                         | Chef de cabinet du président de l'Assemblée générale des Nations unies (2021-2013) Chef d'état major de l'armée serbe (2006-2008) |
|     | Milica Đurđević (en)    |       | Parti serbe des gardiens du serment | |
|     | Aleksandar Vučić        |       | Parti progressiste serbe            | Président de la république de Serbie (depuis 2017)                                                                                |
|     | Miloš Jovanović (en)    |       | Alternative démocratique nationale  | Député à l'Assemblée nationale (2012-2013)                                                                                        |
|     | Boško Obradović         |       | Dveri                               | Député à l'Assemblée nationale (2016-2020)                                                                                        |

## Sondages
Pour des raisons techniques, il est temporairement impossible d'afficher le graphique qui aurait dû être présenté ici.

| Sondeur        | Date             | Aleksandar Vučić | Zdravko Ponoš (en) | Milica Đurđević (en) | Miloš Jovanović (en) | Boško Obradović | Autres | Différence |
| -------------- | ---------------- | ---------------- | ------------------ | -------------------- | -------------------- | --------------- | ------ | ---------- |
| Sondeur        | Date             |                  |                    |                      |                      |                 | Autres | Différence |
| ŠSM            | 28 mars 2022     | 55,1             | 27,0               | 3,0                  | 4,4                  | 3,0             | 7,4    | 28,1       |
| Sprint insight | 9 février 2022   | 45,7             | 10,8               | 16,1                 | 5,3                  | 8,5             | 13,6   | 29,6       |
| ŠSM            | 10 décembre 2021 | 46,9             | 11,6               | 6,1                  | 5,6                  | 4,0             | 25,8   | 35,3       |

## Résultats
|                          | Aleksandar Vučić         | SNS                      | 2 224 914 | 60,01 |  |  |
|                          | Zdravko Ponoš            | US                       | 698 538   | 18,84 |  |  |
|                          | Miloš Jovanović          | NADA                     | 226 137   | 6,10  |  |  |
|                          | Boško Obradović          | Dveri                    | 165 181   | 4,46  |  |  |
|                          | Milica Đurđević          | SSZ                      | 160 553   | 4,33  |  |  |
|                          | Biljana Stojković        | Moramo                   | 122 378   | 3,30  |  |  |
|                          | Branka Stamenković       | DJB                      | 77 031    | 2,08  |  |  |
|                          | Miša Vacić               | SD                       | 32 947    | 0,89  |  |  |
|                          |                          |                          |           |       |  |  |
| Votes valides            | Votes valides            | Votes valides            | 3 707 679 | 97,63 |  |  |
| Votes blancs et nuls     | Votes blancs et nuls     | Votes blancs et nuls     | 89 933    | 2,37  |  |  |
| Total                    | Total                    | Total                    | 3 797 612 | 100   |  |  |
| Abstention               | Abstention               | Abstention               | 2 704 695 | 41,38 |  |  |
| Inscrits / participation | Inscrits / participation | Inscrits / participation | 6 502 307 | 58,62 |  |  |

## Conséquences
Largement réélu dès le premier tour, Aleksandar Vučić bénéficie de sa stratégie électorale visant à se présenter en garant de la stabilité. Il prête serment pour un nouveau mandat le 31 mai 2022,.